# 河井武一
河井 武一（かわい たけかず/たけいち、1908年（明治41年）- 1989年（平成元年））は、日本の陶芸家。

## 経歴
河井寛次郎の甥であり、寛次郎の一番弟子である。1908年（明治41年）島根県安来に生まれる。1927年（昭和2年）寛次郎の元にて陶磁器の修行を開始する。
寛次郎の窯元へ修行に来ていたバーナード・リーチと共に作陶活動をしていた。
寛次郎が没するまで40年近くにわたりその指導を受け、呉須、辰砂、飴釉、鉄釉など寛次郎の民藝芸術を伝承した。